# Legionnaire (film)
Legionnaire is een Amerikaanse film uit 1998 met in de hoofdrol Jean-Claude Van Damme. Hierin speelt Van Damme een bokser in de jaren twintig die een gevecht wint na te zijn ingehuurd door gangsters om het te verliezen, vlucht dan naar het Franse Vreemdelingenlegioen.

## Verhaal
Alain Lefevre (Jean-Claude Van Damme) is een Franse bokser die verliefd wordt op de vriendin van een gevaarlijke maffiabaas. Wanneer de maffiabaas achter hun verboden affaire komt, vlucht Alain voor zijn leven. In Noord-Afrika gaat hij in dienst bij het genadeloze Franse Vreemdelingenlegioen. Het Legioen staat onder commando van een gewelddadige officier en Alain moet zich zien te redden te midden van onbetrouwbare, agressieve collega's en de bloeddorstige guerrilla's. Na zijn diensttijd wil hij terugkeren naar Parijs om de maffia aan te pakken. Maar voor het zover is, zal hij eerst de nodige overwinningen moeten behalen.

## Rolverdeling
| Acteur                   | Personage       |
| ------------------------ | --------------- |
| Jean-Claude Van Damme    | Alain Lefevre   |
| Adewale Akinnuoye-Agbaje | Luther          |
| Steven Berkoff           | Sgt. Steinkampf |
| Nicholas Farrell         | Mackintosh      |
| Jim Carter               | Lucien Galgani  |
| Ana Sofrenovic           | Katrina         |
| Daniel Caltagirone       | Guido Rosetti   |
| Joseph Long              | Maxim           |
| Mario Kalli              | René Galgani    |
| Joe Montana              | Julot           |
| Kim Romer                | Capt. Rousselot |
| Anders Peter Bro         | Lt. Charlier    |
| Paul Kynman              | Rolf Bruner     |
| Vincent Pickering        | Viktor          |
| Takis Triggelis          | Cpl. Metz       |
| Tom Delmar               | Cpl. Legros     |
| Kamel Krifa              | Abd-El Krim     |